# Siang-jüe
Siang-jüe (čínsky pchin-jinem xiāngyuē, znaky zjednodušené 乡约, tradiční 鄉約; česky obecní smlouva) byly v Číně v 11. – 20. století obecní smlouvy uzavírané členy obcí (resp. místních okrsků), které regulovaly chování a vzájemné vztahy obyvatel. Cílem smluv bylo uspořádání života lidí v souladu s konfuciánskými mravními hodnotami.

## Historie
Siang-jüe, doslova obecní smlouva, byla pravidla chování dohodnutá na místní úrovni. Dohody formalizovaly spolupráci a pomoc mezi členy té které obce. Cílem bylo uspořádání veřejného života v souladu s konfuciánskými normami chování. Praxe uzavírání takových smluv se objevila v období Severní Sung, nejstarší zachovalá pochází z roku 1077. Podporoval je neokonfuciánský myslitel Ču Si, který je zmiňuje ve svém Základním učení (Siao süe).
S analogickými cíli byly siang-jüe zaváděny i v pozdněmingském období (v 16. století). Na obecních shromážděních starší obce (resp. představitelé místní džentry) předčítali lidem zásady správného chování, vyzdvihovali příkladné jedince, šířili mezi lid vládní prohlášení.
V mingském období shromáždění komunální smlouvy v praxi těsně souvisela se systémem místní bezpečnosti pao-ťia; jednak v čele obou samosprávných systémů často stáli titíž starší a za druhé, sto rodin, základní jednotka v systému pao-ťia, v praxi odpovídalo okrsku o cca tisícovce obyvatel, který připadal na jedno shromáždění uzavírající obecní smlouvu.
Obecní smlouvy a shromáždění přetrvaly až do 20. století, kdy na jejich tradici navázalo i nové uspořádání společnosti v Čínské lidové republice.